# هنري إدموند كروس
هنري إدموند كروس (20 مايو 1856 - 16 مايو 1910)، وُلد باسم هنري إدموند جوزيف ديلاكروا، كان رسامًا وفنانًا طباعيًا فرنسيًا، يُعد أحد أبرز رواد الانطباعية الجديدة. لعب دورًا محوريًا في تطور المرحلة الثانية من هذه الحركة، حيث أثر بشكل كبير على هنري ماتيس وعدد من الفنانين الآخرين. ساهمت أعماله بشكل أساسي في تمهيد الطريق لظهور الحركة الوحشية.

## الخلفية والتعليم
وُلِد هنري في مدينة دويه، الواقعة في مقاطعة نور بشمال فرنسا، في 20 مايو 1856. كان الطفل الوحيد لعائلته، حيث لم يكن لديه أشقاء على قيد الحياة. تعود أصول والديه إلى عالم صناعة الأدوات الحديدية، فوالده، ألسيد ديلاكروا، كان مغامرًا فرنسيًا، بينما كانت والدته، فاني ووليت، بريطانية الأصل.
في سنة 1865 انتقلت عائلته إلى منطقة بالقرب منال مدينة الفرنسية ليل ، وهي شمالية قريبة من الحدود البلجيكية. ابن عم ألكيد، الدكتور. أدرك أوغست سوينز موهبة هنري الفنية وكان داعمًا جدًا لميوله الفنية، حتى أنه قام بتمويل تعليمات الرسم الأولى للصبي تحت إشراف الرسام كارولوس دوران في العام التالي. كان هنري تلميذ دوران لمدة عام. استمرت دراسته لفترة قصيرة في باريس عام 1875 مع فرانسوا بونفين قبل العودة إلى ليل. درس في مدرسة الفنون الجميلة، وفي عام 1878 التحق بالمدارس الأكاديمية للتصميم والهندسة المعمارية، ودرس لمدة ثلاث سنوات في استوديو ألفونس كولاس . استمر تعليمه الفني تحت إشراف زميله الفنان دواي إميل دوبون زيبسي، بعد انتقاله إلى باريس في عام 1881.

## معرض الصور

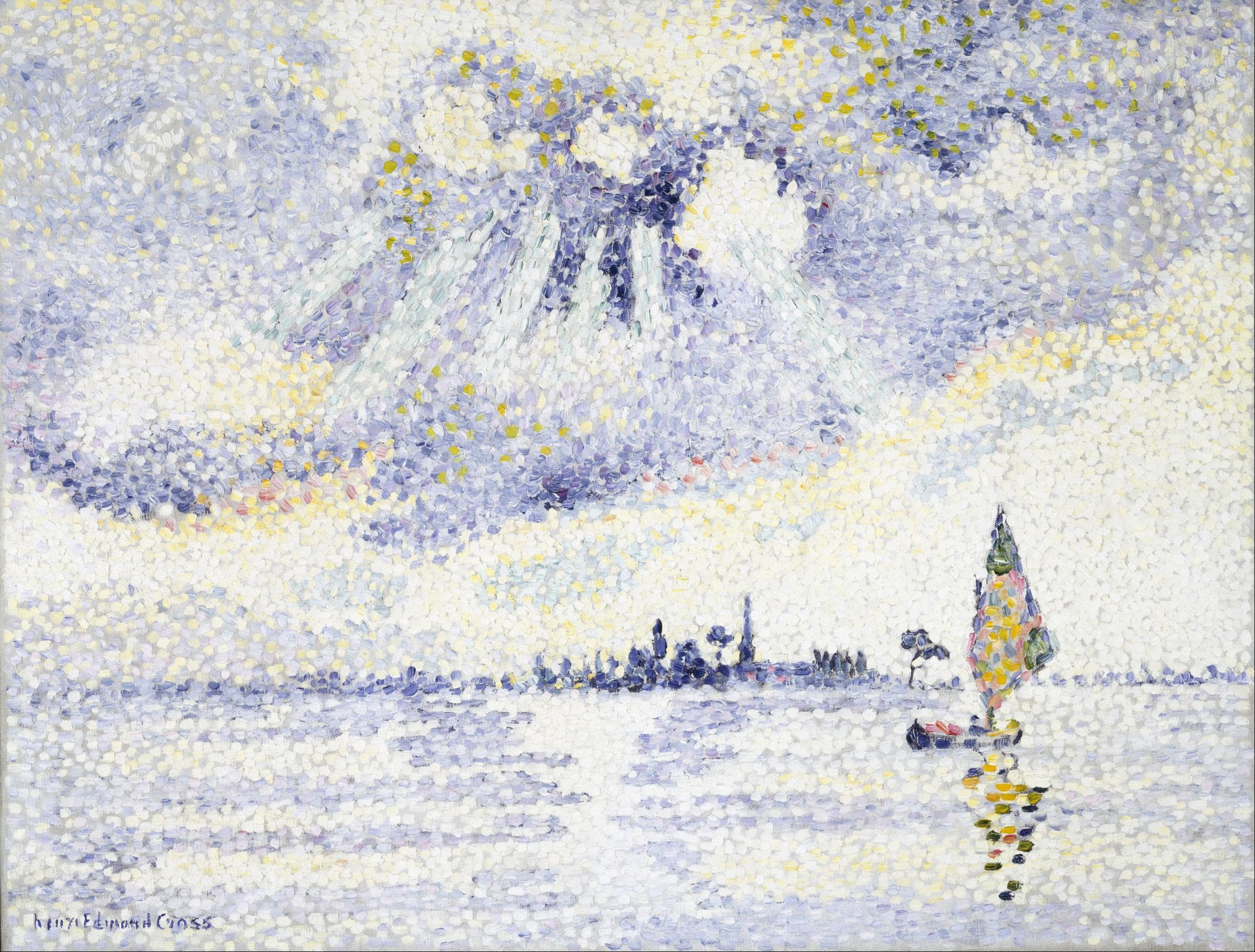
غروب الشمس على البحيرة، البندقية 1898-1893
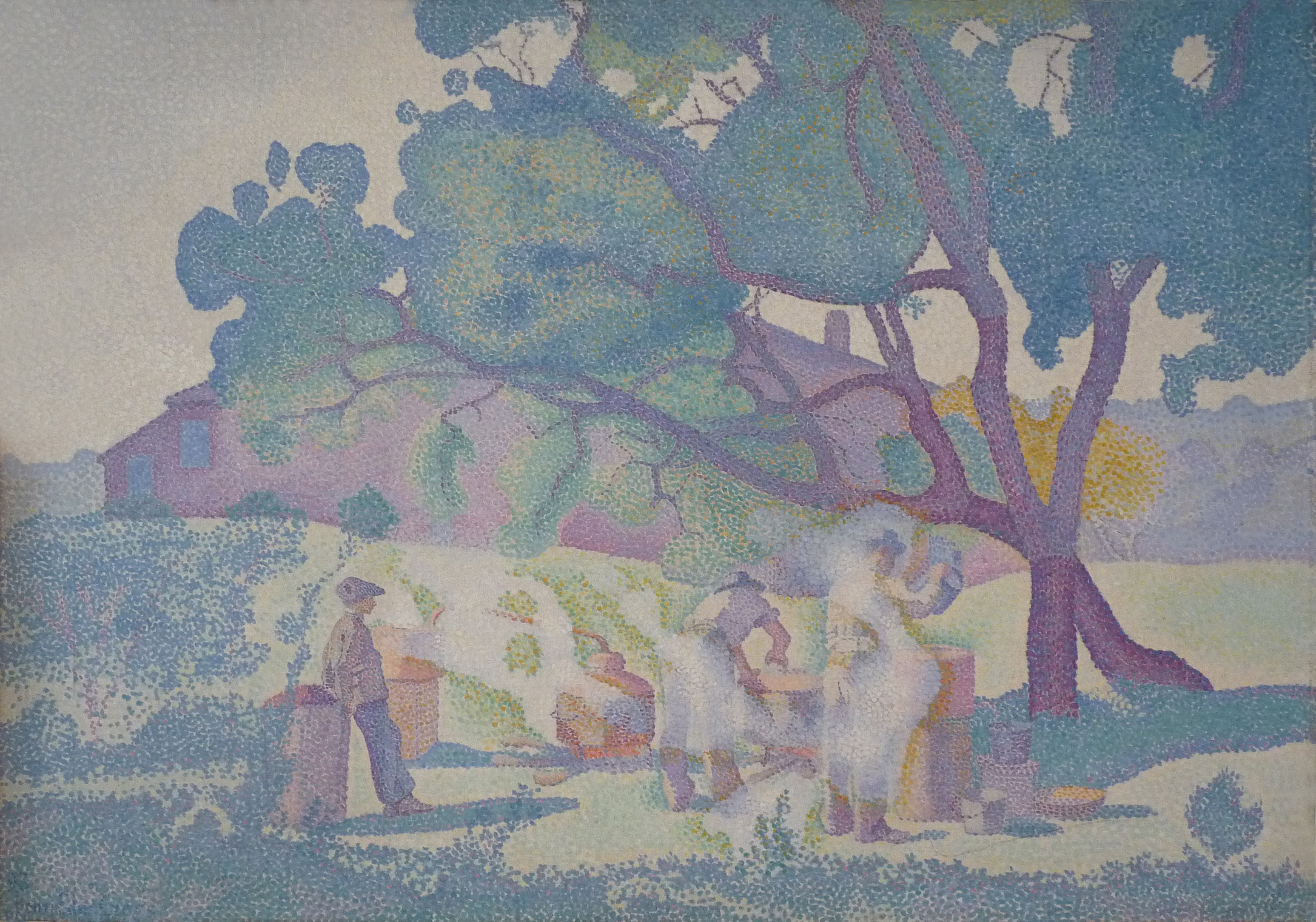
المزرعة، صباح ، 1893
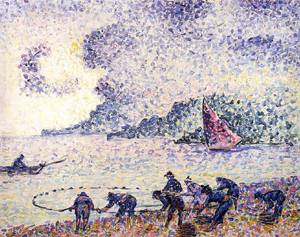
صياد السمك ، 1895
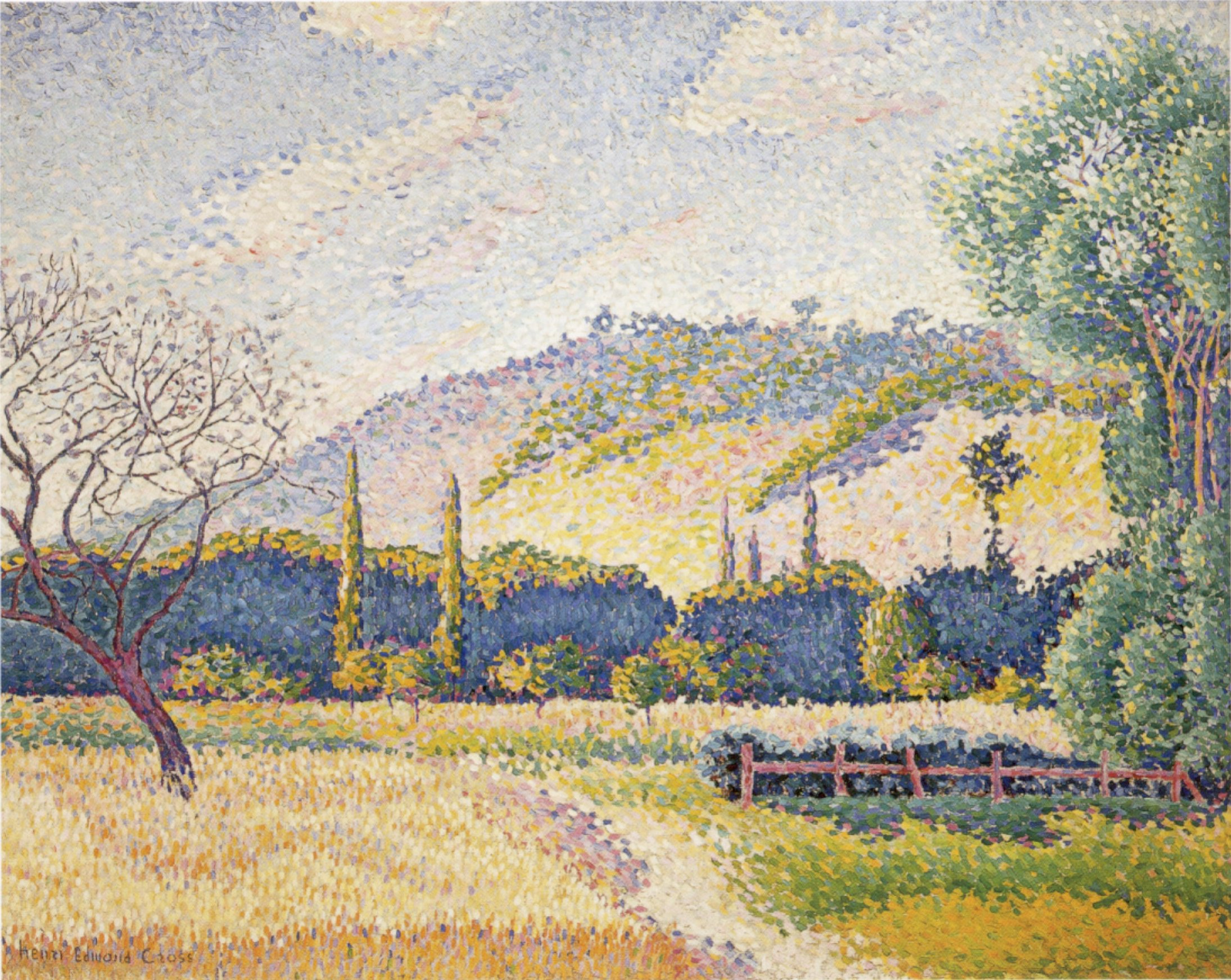
منظر طبيعي ، ج. 1896–1899
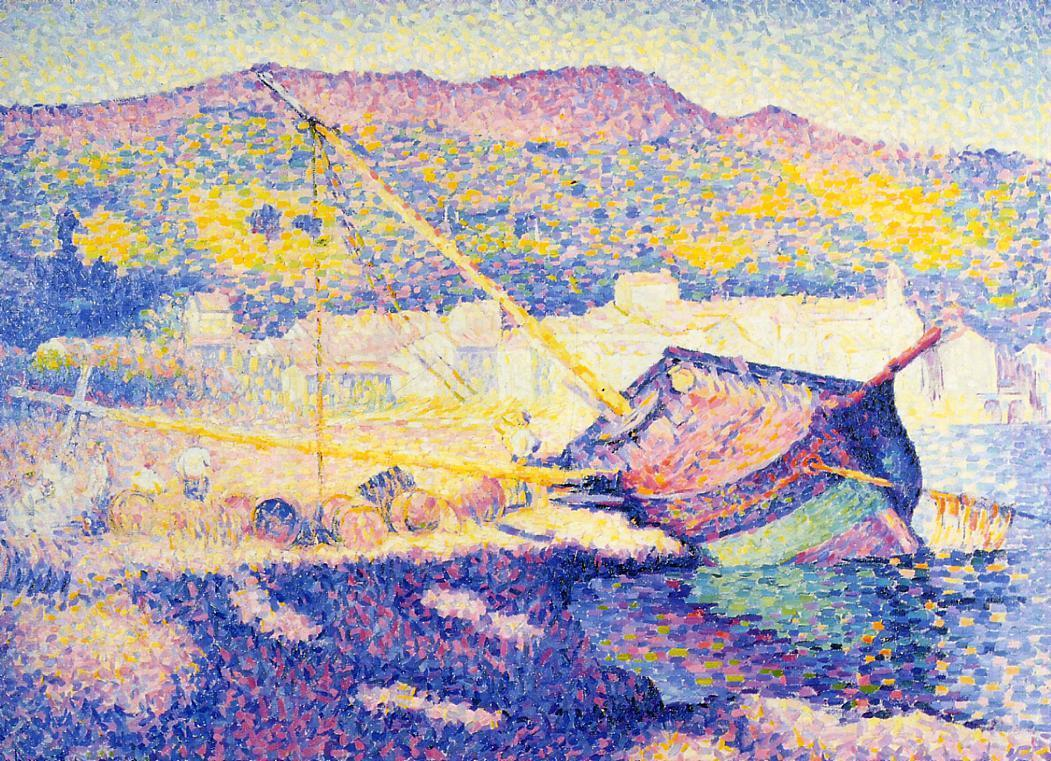
القارب الأزرق ، 1899
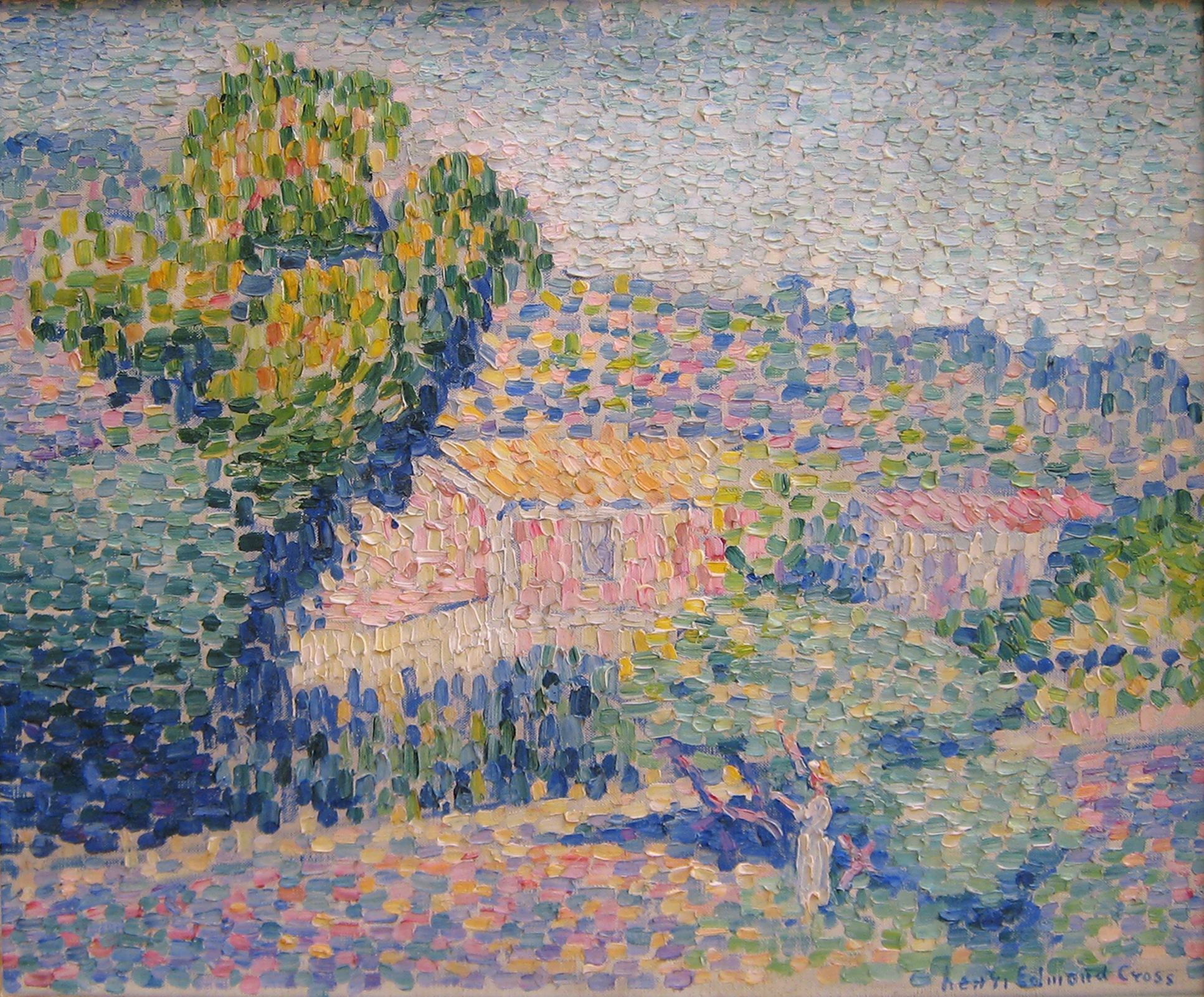
البيت الوردي ، ج. 1901–1905
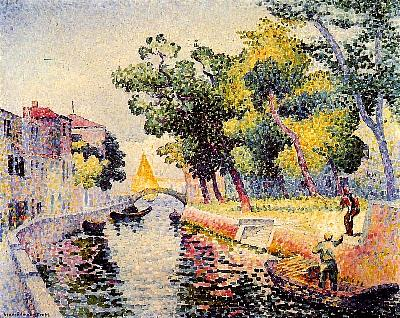
بونتي سان تروفاسو ، 1902-1905
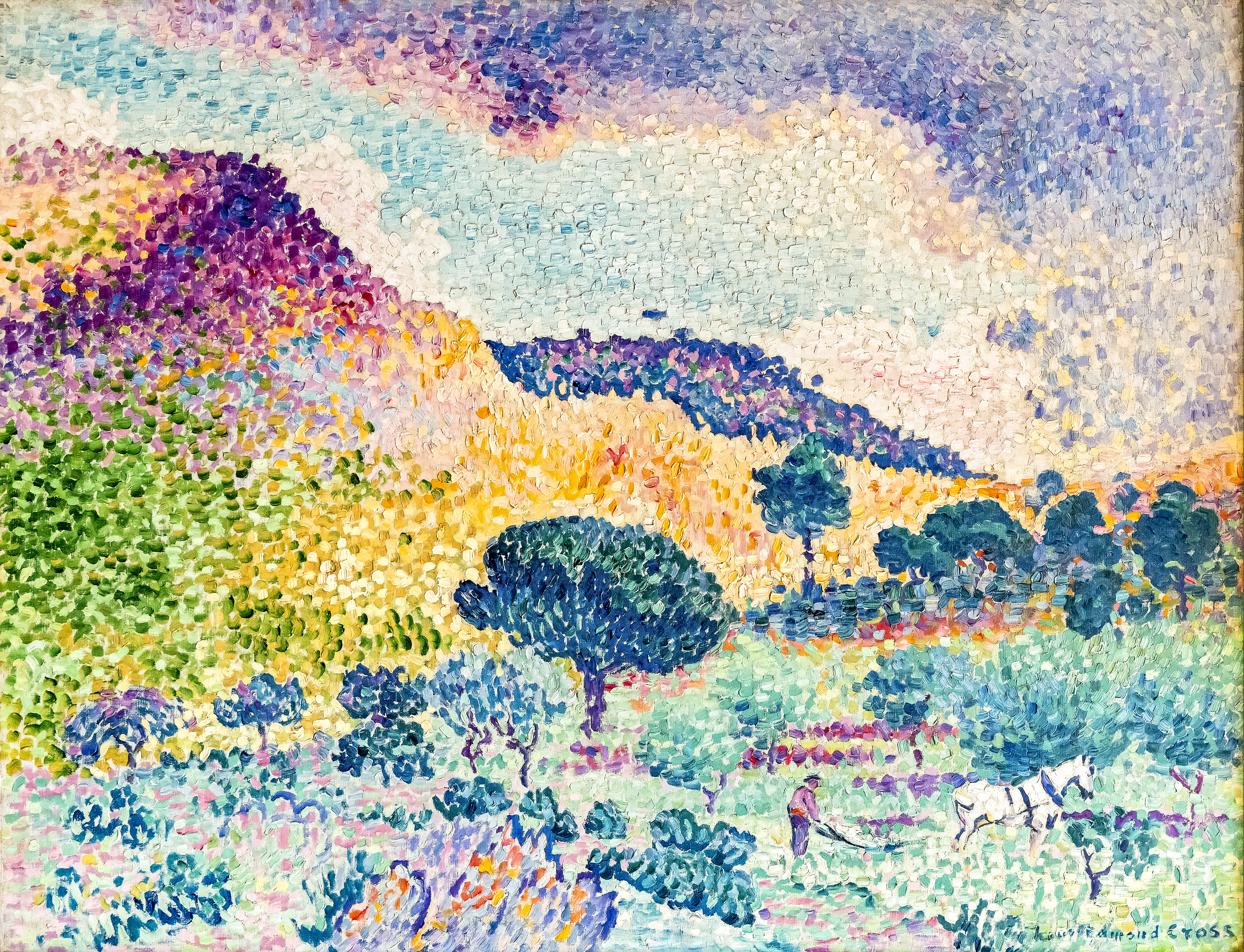
لاشين دي موريس ، 1906-1907
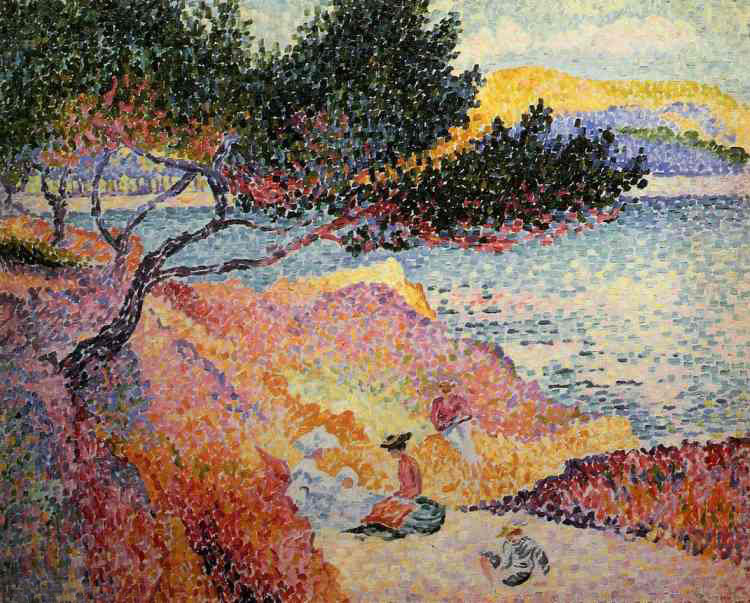
لا باي آ كافاليير ، 1906-1907
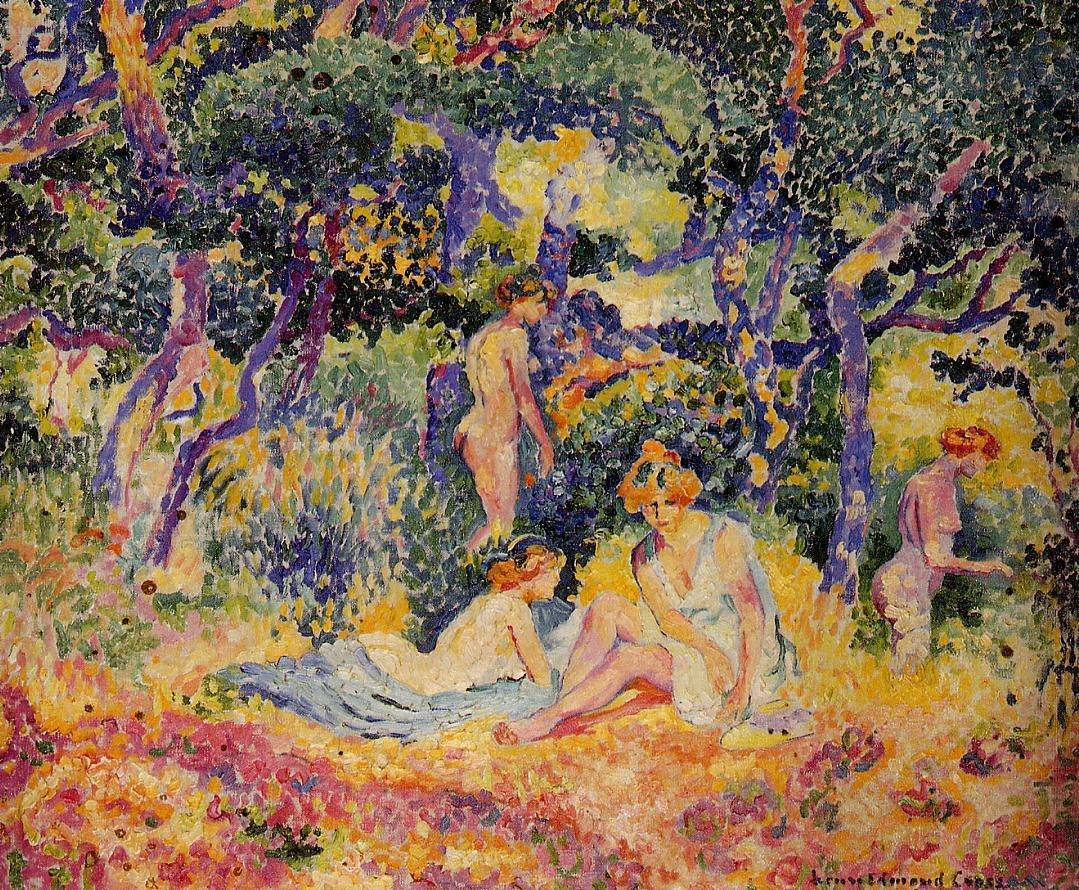
لو بوا ، 1906-1907
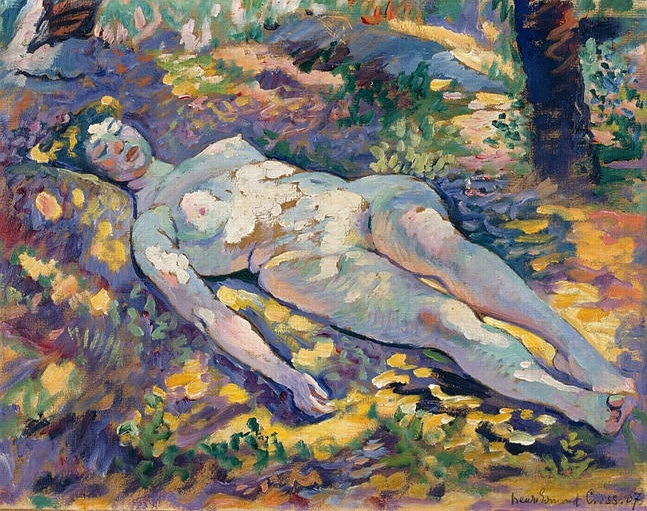
Dormeuse nue dans la clairière ، 1907
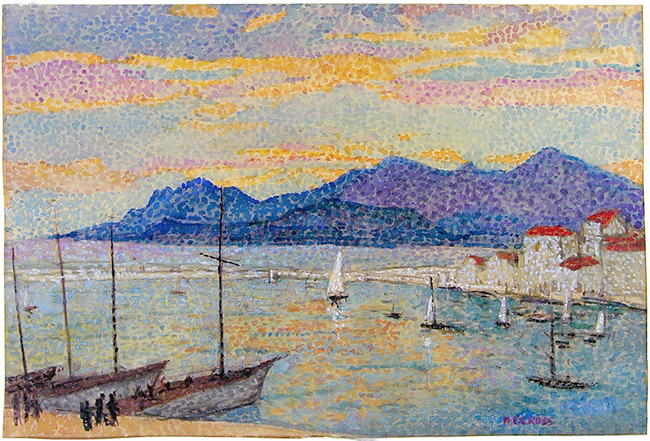
هافينزيني ، بحلول عام 1910

## المجموعات
أعمال الصليب في المتاحف والمعارض الفنية العامة
 